# Caccobius histrio
Caccobius histrio är en skalbaggsart som beskrevs av Vladimir Balthasar 1967. Caccobius histrio ingår i släktet Caccobius och familjen bladhorningar. Inga underarter finns listade.